# Championnats du monde de course d'orientation 2016
 (août 2019).
Si vous disposez d'ouvrages ou d'articles de référence ou si vous connaissez des sites web de qualité traitant du thème abordé ici, merci de compléter l'article en donnant les références utiles à sa vérifiabilité et en les liant à la section « Notes et références ».
Navigation
Édition précédente Édition suivante
Les championnats du monde de course d'orientation 2016, trente-troisième édition des championnats du monde de course d'orientation, ont lieu du 20 au 27 août 2016 à Strömstad et Tanum, en Suède.

## Podiums
Femmes
| Épreuves                | Or                                                          | Argent                                      | Bronze                                             |
| ----------------------- | ----------------------------------------------------------- | ------------------------------------------- | -------------------------------------------------- |
| Femmes Sprint           | Danemark Maja Alm                                           | Suisse Judith Wyder                         | Biélorussie Anastasia Denisova                     |
| Femmes moyenne distance | Suède Tove Alexandersson                                    | Norvège Heidi Bagstevold                    | Russie Natalia Gemperle                            |
| Femmes Longue distance  | Suède Tove Alexandersson                                    | Russie Natalia Gemperle                     | Norvège Anne Margrethe Hausken                     |
| Femmes Relais           | Russie Anastasia Rudnaya Svetlana Mironova Natalia Gemperle | Danemark Signe Klinting Ida Bobach Maja Alm | Finlande Sari Anttonen Marika Teini Merja Rantanen |

Hommes
| Épreuves                | Or                                                  | Argent                                               | Bronze                                            |
| ----------------------- | --------------------------------------------------- | ---------------------------------------------------- | ------------------------------------------------- |
| Hommes Sprint           | Suède Jerker Lysell                                 | Suisse Matthias Kyburz                               | Suisse Daniel Hubmann                             |
| Hommes moyenne distance | Suisse Matthias Kyburz                              | Norvège Olav Lundanes                                | Suisse Daniel Hubmann                             |
| Hommes Longue distance  | Norvège Olav Lundanes                               | France Thierry Gueorgiou                             | Suisse Daniel Hubmann                             |
| Hommes Relais           | Norvège Carl Godager Kaas Olav Lundanes Magne Dæhli | Suisse Fabian Hertner Daniel Hubmann Matthias Kyburz | Suède Fredrik Bakkman Gustav Bergman William Lind |

Mixte
| Épreuves            | Or                                                                | Argent                                                             | Bronze                                                            |
| ------------------- | ----------------------------------------------------------------- | ------------------------------------------------------------------ | ----------------------------------------------------------------- |
| Sprint Relais Mixte | Danemark Cecilie Friberg Klysner Tue Lassen Søren Bobach Maja Alm | Suisse Rahel Friederich Florian Howald Martin Hubmann Judith Wyder | Suède Lina Strand Gustav Bergman Jonas Leandersson Helena Jansson |

## Tableau des médailles
- Pays organisateur

| Rang  | Nation      | Or | Argent | Bronze | Total |
| ----- | ----------- | -- | ------ | ------ | ----- |
| 1     | Suède       | 3  | 0      | 2      | 5     |
| 2     | Norvège     | 2  | 2      | 1      | 5     |
| 3     | Danemark    | 2  | 1      | 0      | 3     |
| 4     | Suisse      | 1  | 4      | 3      | 8     |
| 5     | Russie      | 1  | 1      | 1      | 3     |
| 6     | France      | 0  | 1      | 0      | 1     |
| 7     | Biélorussie | 0  | 0      | 1      | 1     |
| 7     | Finlande    | 0  | 0      | 1      | 1     |
| Total | Total       | 9  | 9      | 9      | 27    |